# Mennica Legacy Tower
Mennica Legacy Tower – kompleks dwóch budynków biurowych klasy A+ zrealizowanych wspólnie przez spółki Golub GetHouse i Mennicę Polską przy ul. Prostej 18, między ulicami: Prostą, Żelazną i Pereca w warszawskiej dzielnicy Wola.
W skład kompleksu wchodzą dwa budynki: 140-metrowy wieżowiec (Wieża mBank) i sąsiadujący z nim drugi budynek o wysokości 43 metrów. Budynek powstał w miejscu dawnej siedziby Mennicy Polskiej, wyburzonej w 2016 roku.
Do dyspozycji najemców jest łącznie 65 630 mkw. powierzchni najmu. Powierzchnia najmu 32-piętrowego wieżowca wynosi 50 750 mkw., podczas gdy drugi, 9-piętrowy, budynek zapewnia kolejne 14 880  mkw. W obu budynkach znajduje się łącznie 4 500 mkw. powierzchni handlowo-usługowej, mieszczącej m.in. centrum fitness oraz centrum konferencyjne, a także restaurację, kawiarnię oraz lokale usługowe na parterach.

## Architektura
Projekt Mennica Legacy Tower przygotowała pracownia architektoniczna Goettsch Partners z Chicago we współpracy z biurem Epstein. Przewiduje on subtelne zaokrąglenia, podział fasady oraz całkowicie przeszklone główne lobby o wysokości 12 metrów. W budynkach zastosowane są energooszczędne i przyjazne dla środowiska rozwiązania, zgodne z wymogami certyfikacji ekologicznej BREEAM na poziomie „Excellent” oraz LEED na poziomie „Platinum”. Obiekt wyposażono w nowoczesny system zarządzania budynkiem (BMS), optymalizujący zużycie energii cieplnej, chłodniczej, elektrycznej i wody. Zastosowano również zaawansowane rozwiązania zwiększające bezpieczeństwo przeciwpożarowe, m.in. systemy izolacyjne o klasie odporności ogniowej A1.

## Otoczenie
Przed Mennica Legacy Tower znajdują się dwa ogólnodostępne place z elementami małej architektury oraz zielenią. Większy z nich o powierzchni 4750 mkw., prowadzący między arkady obu budynków, dostępny jest od strony ulicy Prostej. Drugi, mniejszy plac zlokalizowany jest na rogu ulic Pereca i Żelaznej. Rozwiązanie to stworzyło nowy szlak pieszy i zapewnia komunikację pomiędzy wieżowcem a niższym obiektem, tworząc przestrzeń publiczną z ogródkami restauracji i kawiarni mieszczących się na parterach.
W ramach budowy, odtworzona została ulica Waliców na odcinku między Prostą a Pereca.

## Budowa
Wybór generalnego wykonawcy nastąpił w IV kwartale 2015. Prace budowlane rozpoczęły się na przełomie 2015 i 2016 roku. Oddanie inwestycji do użytku najemców miało nastąpić w 2018. Pod koniec 2019 do niższego Budynku Zachodniego wprowadził się WeWork, który został jego jedynym najemcą. Prace wykończeniowe trwały jeszcze w 2019, a zakończyły jesienią 2020, kiedy to budynek stał się siedzibą mBanku, który jeszcze przed końcem budowy wynajął większość powierzchni oraz nadał mu nazwę Wieża mBank. W budynku znajdują się też biura deweloperów budynku, czyli Golub GetHouse i Mennicy Polskiej.

## Podstawowe informacje
- 103 000 m² – całkowita powierzchnia kompleksu[10]
- 65 630 m² – całkowita powierzchnia najmu[19][20][21].
- 50 750 m² – powierzchnia najmu wieżowca
- 14 880 m² – powierzchnia najmu drugiego budynku
- 1750 m² – powierzchnia typowego piętra biurowego w wieżowcu[22]
- 1860 m² – powierzchnia typowego piętra biurowego w sąsiednim budynku[22]
- 4500 m² – całkowita powierzchnia handlowo-usługowa[19]
- 140 m – wysokość wieżowca Mennica Legacy Tower
- 43 m – wysokość drugiego budynku wchodzącego w skład kompleksu
- 490 – liczba miejsc parkingowych[10]
- 300 – liczba miejsc dla rowerów[12]
- 250 metrów – Odległość do stacji „Rondo ONZ” drugiej linii warszawskiego metra[12]
- 32 – liczba kondygnacji nadziemnych wieżowca
- 9 – liczba kondygnacji nadziemnych drugiego budynku
- 4 – liczba kondygnacji parkingu podziemnego
- 16 – liczba szybkobieżnych wind w wieżowcu[23]
- 3 – liczba wind przeznaczonych do obsługi powierzchni usługowych i parkingu podziemnego w wieżowcu
- 4 – liczba szybkobieżnych wind w drugim budynku
- 2 – liczba wind przeznaczonych do obsługi parkingu w drugim budynku
- 12 m – wysokość głównego lobby recepcyjnego[10]
- 2,9 m – wysokość powierzchni biurowej